# The Hermetic Organ Vol. 4: St. Bartholomew's

The Hermetic Organ Vol. 4: St. Bartholomew's est le quatrième volume de The Hermetic Organ, une série qui témoigne des concerts d'improvisation que John Zorn a donnés depuis 2011 à l'orgue solo. Ce volume a été enregistré, à minuit la veille de l'Halloween, en octobre 2015, sur l'orgue de l'église St. Bartholomew's de New York.

## Titres
| No | Titre                 | Durée |
| -- | --------------------- | ----- |
|    | Office Nr 14          |       |
| 1. | Bell, Book and Candle | 14:20 |
| 2. | The Witch's Sabbath   | 24:30 |

## Personnel
- John Zorn : orgue